# 基赫季
50°5′15″N 28°12′40″E / 50.08750°N 28.21111°E
基赫季（烏克蘭語：Кихті），是烏克蘭北部的村莊，隸屬日托米爾州的日托米爾區。該村面積1.22平方公里，海拔高度227米，2001年人口214，人口密度每平方公里174.98人。